# Nicanor Abelardo

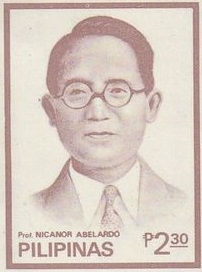
Postzegel uit 1982 met daarop Nicanor Abelardo.

Nicanor Abelardo (San Miguel, 7 februari 1893 - Pasay, 21 maart 1934) was een Filipijnse componist. Hij werd met name bekend door de vele kundimanliedjes die hij schreef in de eerste decennia van de 20e eeuw. Hij wordt daarom ook wel de "Meester van de Kundiman" genoemd.

## Biografie
Nicanor Abelardo werd geboren op 7 februari 1893 in San Miguel, Bulacan als oudste van acht kinderen van Valentin Abelardo en Placida Santa Ana. Zijn vader was fotograaf en vioolspeler en -maker en zijn moeder zong in een kerkkoor. Nicanor bleek een muzikaal talent. Op zesjarige leeftijd kon hij gitaar spelen en op achtjarige leeftijd componeerde hij zijn eerste muziekstuk, een wals genaamd ‘Unang Buko’. In 1902 verhuisde Abelardo naar Manilla, waar hij bij zijn oom Juan Abelardo ging wonen, om daar onderwijs te kunnen volgen. Hij rondde er de Quiapo Elementary School af en ging naar het Liceo de Manila. Tijdens zijn schooltijd verdiende hij zijn geld met pianospelen in een cabaret aan Aceiteros Street. In 1907 werd hij door zijn ouders teruggehaald en vervolgde hij zijn opleiding aan de Intermediate School van San Miguel. Na afloop van het 6e jaar werd hij leraar in San Ildefonso en later in Sibul in San Miguel.
In 1909 componeerde hij de mars ‘Banaay at Lakas’. Dit stuk werd zijn eerste gepubliceerde compositie. Na vijf jaar lesgeven nam Abelardo ontslag om zich te kunnen richten op zijn muzikale ambities. Hij vertrok weer naar Manilla waar hij werkte als pianist in diverse cabarets en muziekhuizen. Door simpel te leven, kon hij hierdoor tevens zijn drie zussen onderhouden die een opleiding aan de Philippine Normal School volgden. In 1916 begon hij aan het Conservatory of Music van de University of the Philippines. Daar viel zijn muzikale talent op bij docenten als Robert Schofield en Guy Harrison en werd hij in zijn derde jaar aangesteld als assistent-docent. Hij kreeg in zijn periode op het conservatorium les in stemvorming van Enrico Capozzi en Victorino Carrion, in het bespelen van de Bandurria van Jose Silos, de piano van Jose Estela en de viool van Bonifacio Adbon. In 1921 behaalde hij zijn docentendiploma muziek aan het conservatorium. Twee jaar later voltooide hij nog een post-doc opleiding. Omdat hij nog verder wilde studeren, schreef hij een brief aan University of the Philippines-president Rafael Palma, waarin op aanbeveling van Francisco Santiago, de directeur van het convervatorium, een beurs aanvroeg om in het buitenland te kunnen studeren. Deze beurs werd hem toegekend en hij vertrok daarop naar de Verenigde Staten om daar te gaan studeren aan het beroemde Chicago Musical College. In 1931 componeerde hij er ‘Cinderella’, een ouverture voor een groot orkest, waarmee hij een 2-jarige beurs toegekend kreeg. In die periode componeerde hij diverse bijzondere muziekstukken, waaronder zijn afstudeerwerkstuk ‘Panoramas’.

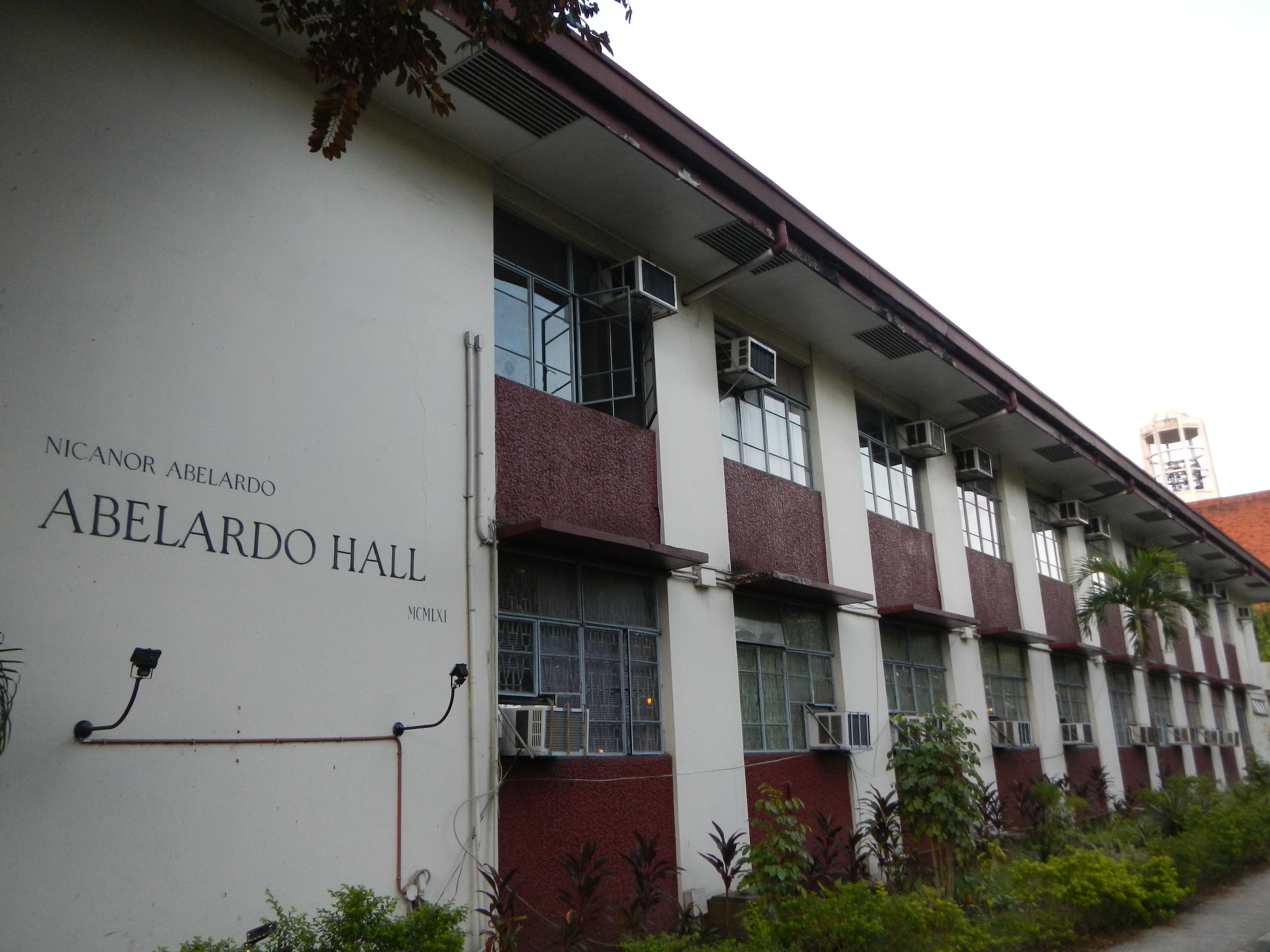
Nicanor Abelardo Hall, UP

Na het behalen van zijn Bachelor en Master-diploma keerde hij in 1932 terug naar Manilla, waar hij naast het componeren, ging doceren aan het conservatorium. Hij ontwikkelde zich in die periode als een vooraanstaand componist. Veel van zijn werk behoorde tot de zogenaamde kundiman, een genre van traditionele in Tagalog geschreven liefdesliedjes. Zijn ‘Nasaan Ka Irog’ werd een nationale hit en een klassieker in de Filipijnse muziek. Andere bekende door hem geschreven kundimans zijn ‘Ikaw Rin’, ‘Kung Hindi Man’, ‘Kundiman Ng Luha’, ‘Himutok’ en ‘Pahimakas’. Ook won hij veel van de competities waar hij aan meedeed. Enkele van deze prijswinnende composities waren ‘U.P. Beloved’ (1917), ‘Wedding March’(1924), ‘Religious March’ (1925), ‘Health Services Hymn’ (1926), ‘Intermezzo’ (1931) en ‘Valse Elegante’ (1931).
Muziek was Abelardo’s passie en hij werkte dag en nacht. Door overwerk en alcoholicme verslechterde zijn gezondheid echter zodanig dat hij uiteindelijk zijn positie als docent aan het conservatorium moest opgeven. Op 21 maart overleed hij op 41-jarige leeftijd in het San Juan de Dios Hospital aan de gevolgen van een hartaanval. Hij liet zijn vrouw Sixta Naguiat achter met zes kinderen. Ter nagedachtenis aan Nicanor Abelardo werden de belangrijkste zaal van het Cultural Center of the Philippines en de Muziekfaculteit van de University of the Philippine naar hem vernoemd.

## Bron
- Zaide, Gregorio F. (1970), Great Filipinos in History, Verde Book Store, Manila

- International Standard Name Identifier: 0000 0000 2934 2435
- Library of Congress Control Number: n92004480
- MusicBrainz: 2a9fb2ae-f43c-45f4-802b-0f9506549bf4
- Istituto Centrale per il Catalogo Unico: RMRV194763
- Système universitaire de documentation: 150151179
- Virtual International Authority File: 55801242
- WorldCat: E39PBJyxcTvPyfpQmk8d77XWXd